# 住商グローバル・ロジスティクス
住商グローバル・ロジスティクス株式会社（すみしょうグローバル・ロジスティクス、英: Sumisho Global Logistics Co., Ltd.）は、東京都千代田区に本社を置く、住友商事グループの物流会社である。

## 概要
住友商事の子会社としてグループの物流事業を担っている。元々は、住商グループからの物流業務受託は住商ロジスティクス、社内外への国際輸送はスミトランス・ジャパン、国内物流センター・3PL事業をオールトランスと事業を住み分けていた。しかし、物流の高度化・グローバル化により重複する業務が発生し、業務効率化の目的から同社が発足した。

## 沿革
- 2006年4月 - スミトランス・ジャパン株式会社、住商ロジスティクス株式会社、オールトランス株式会社の三社が合併し、住商グローバル・ロジスティクス株式会社設立[2]
- 2015年
  - 4月 - SUMISHO GLOBAL LOGISTICS EUROPE GmbH及びSumisho Global Logistics(USA) Corporationをグループ会社化
  - 10月 - 資本金を5億7,800万円に増資
  - 10月 - SUMISHO GLOBAL LOGISTICS (THAILAND) CO. ,LTD.をグループ会社化
- 2018年9月 - 本社が中央区から千代田区に移転[3]

## グループ会社

### 海外[4]
- SUMISHO GLOBAL LOGISTICS(China) Co.,Ltd. - 中国
- Sumisho Global Logistics (Thailand)　Co., Ltd. - タイ
- PT. Sumisho Global Logistics Indonesia - インドネシア
- Sumisho Global Logistics (USA) Corporation - アメリカ合衆国
- Sumisho Global Logistics Europe s.r.o. - チェコ